# Puerto de Somosierra
El puerto de Somosierra es un puerto de montaña en el sistema Central de la península ibérica, que sirve como lugar de paso entre la submeseta norte y la submeseta sur. La ruta que lo atraviesa, cuyo punto más alto se encuentra en el municipio homónimo de Somosierra, une las provincias españolas de Madrid y Segovia.

## Descripción

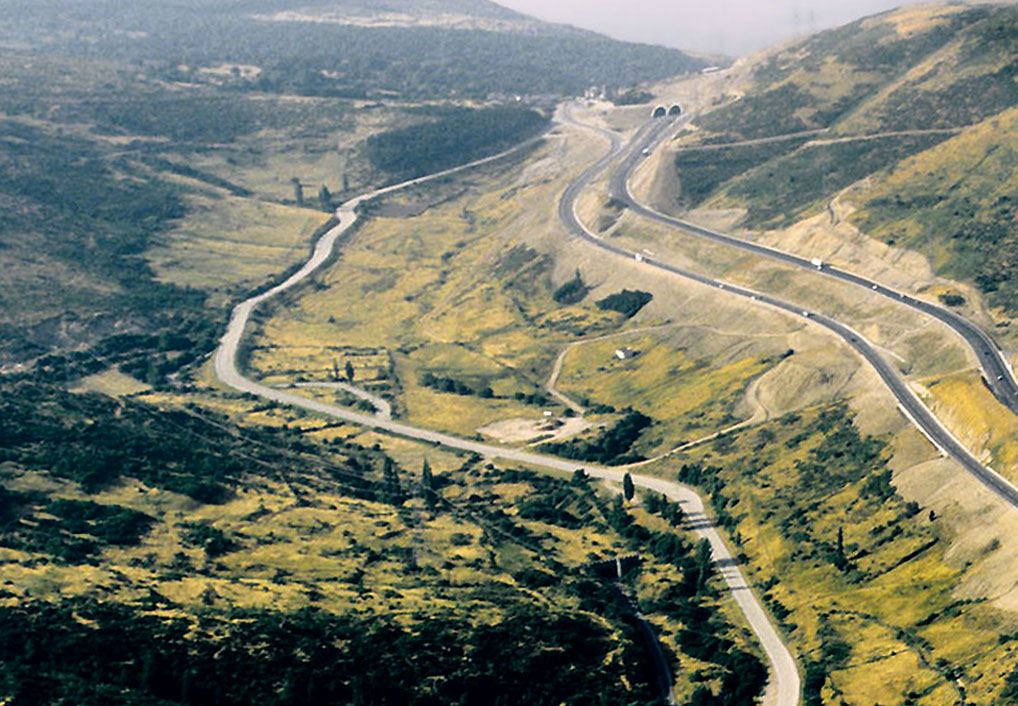
Vista de la vertiente norte del puerto en 1993

El paso de montaña se encuentra en el municipio madrileño de Somosierra. Por debajo del puerto, que tiene una altitud de 1440 m sobre el nivel del mar, se encuentra la autovía nacional A-1, que atraviesa la sierra a través de un túnel, en los últimos metros de ascensión. Esta carretera discurre por la provincia de Segovia, al norte de la cadena montañosa, en el municipio de Santo Tomé del Puerto, y por la Comunidad de Madrid, al sur. 
Este paso de montaña hace de límite entre la sierra de Somosierra, que queda al oeste, y la de Ayllón, al este.
En el puerto se libró la famosa batalla de Somosierra entre el Ejército español y el francés en 1808, durante la Guerra de la Independencia.
Aparece descrito en el decimocuarto volumen del Diccionario geográfico-estadístico-histórico de España y sus posesiones de Ultramar de Pascual Madoz de la siguiente manera:

SOMOSIERRA: puerto, sit. en las escabrosas sierras carpetanas que dividen las dos Castillas; es la carretera real por la cual se comunica la cap. de la Península con las Provincias Vascongadas, y la mas principal y mas directa para la frontera de Francia; al llegar á Burgos parten de ella 
otras carreteras muy frecuentadas que dirigen á Logroño, Navarra, Santander y su costa, y en Pancorvo toca con la ruta de Bilbao: su subida es larga y penosa, pues tiene mas de 6 leg. de sierra y poco menos la bajada; en él están sit. los pueblos de Venturada, Cabanillas, Torrelaguna, la Cabrera, Lozoyuela, Buitrago, Collado-hermoso, Robregordo, Somosierra, la Venta de Juanilla y otros: está en buen estado, mas en el invierno se cubre de nieve y su travesía por los citados pueblos es sumamente penosa.
(Madoz, 1849, p. 441)

## Climatología

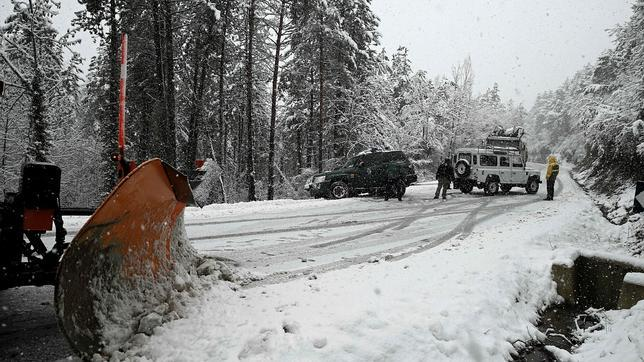
Carretera de ascenso nevada.

Debido a su altitud, presenta un registro de temperaturas medias diarias bajas que van desde los -2 °C de enero hasta los 15 °C de julio, acompañado de fuertes vientos de componente norte. De noviembre a febrero son habituales los días de nieve, llegando a un máximo de 140 cm que se produjo en la gran nevada de enero de 1996.

## Agricultura y ganadería
La agricultura es prácticamente inexistente debido a que las continuas heladas nocturnas la imposibilitan la totalidad del año.
La ganadería tiene una presencia muy importante en la economía de la región, sobre todo el ganado vacuno, muy valorado por la calidad de su carne, alimentada mayoritariamente en los pastos de las montañas.